# Boreidae

Boreidae, conhecida popularmente como mosca-escorpião das neves, ou nas Ilhas Britânicas, pulga da neve, é uma família muito pequena de mecoptera, contendo cerca de 23 espécies, sendo que todas elas são boreais ou de alta altitude no Hemisfério Norte. Pesquisas recentes indicam que os boreídeos provavelmente estão mais intimamente relacionados com as pulgas do que com outras famílias de mecoptera, o que torna a ordem Mecoptera parafilética se a ordem Siphonaptera (das pulgas) for excluída da ordem mecoptera.
Estes insetos são pequenos, possuindo tipicamente 6 mm ou menos, com as suas asas reduzidas a cerdas ou ausentes. São mais comprimidos, curtos em comprimento, quando comparados às outras famílias de mecoptera, de forma que alguma semelhança com pulgas seja notada. São comumente ativos durante os meses de inverno, e as larvas normalmente se alimentam de musgos. Os adultos muitas vezes se dispersam entre as áreas de reprodução andando pela neve aberta, assim o que dá origem ao seu nome popular. Caso tenham asas reduzidas presentes, às vezes semelhantes à cerdas, os machos as usam para ajudar a agarrar a fêmea durante o acasalamento.
Diz-se que esta família é tão adaptada ao seu ambiente gélido que apenas o calor de uma mão humana seria suficiente para matá-la.
- O gênero Boreus foi descrito por Latreille em 1816 e recebeu dois sinônimos (Ateleptera por Dalman em 1823 e Euboreus por Lestage em 1940). Apresenta vinte e uma espécies que podem ser encontradas  nas regiões da antiga União Soviética, Alasca, Tchecoslováquia, porção ocidental da Europa, e porções ocidentais e orientais da América do Norte.
- O gênero Hesperoboreus  apresenta duas espécies que eram tradas, também, como pertencentes do gênero Borus,  e apenas em 1977 passarem a ser descritas como um gênero diferente  por Penny .  Ambas as espécies são  encontradas na porção ocidental dos Estados Unidos.[2][1]